# Loi de Buys-Ballot

Loi de Buys-Ballot illustrée (D : Dépression, A :Anticyclone)

En météorologie, la loi de Buys-Ballot affirme qu'un observateur situé dans l'hémisphère nord qui se place dos au vent a la dépression à sa gauche et l'anticyclone à sa droite. La position des zones de pressions est inversée dans l'hémisphère sud.
Cette loi, découverte d'abord par les météorologues américains J.H. Coffin et William Ferrel, est une conséquence directe de la Force de Coriolis appliquée aux masses d'air. Elle fut nommée en l'honneur de Christoph Buys-Ballot, qui la publia en novembre 1857. Tandis que Ferrel fut le premier à la théoriser, Buys-Ballot en trouva le premier une validation empirique.

## Histoire
Le chimiste et météorologue Christoph Buys Ballot publie en 1857 une note sur le rapport de l’intensité de la direction du vent avec les écarts simultanés de la pression atmosphérique à l'Académie des sciences de France. Il y énonce cette relation entre la direction du vent et la position des systèmes météorologiques dans l’hémisphère nord à partir d'une série de mesures tirées de quelques stations météorologiques aux Pays-Bas. Il note également que l’intensité du vent est d’autant plus forte que les lignes isobares (lignes d’égale pression) sont rapprochées. Cette constatation, qui fait suite à un ensemble d'observations sur mer et sur terre depuis le XVe siècle, pave la voie à la météorologie moderne aux premières prévisions météorologiques scientifiques : détermination des zones de nuages, de pluies ou de vents forts avec les zones de basse pression et prédiction de leur déplacement.

## Usage
Cette loi fut particulièrement utile pour les navigateurs, tant à voile qu'à vapeur, afin d'éviter les tempêtes et d'utiliser au mieux les vents. En particulier, la connaissance de l'approche des cyclones tropicaux intenses peut être anticipée par cette règle ce qui permet d'éviter leur quadrant nord-est (hémisphère nord) ou sud-est (hémisphère sud) où s'additionnent les vents et le déplacement du système pour générer une importante onde de tempête. Jusqu'à l'avènement de la radio, c'était souvent, avec l'observation des nuages, la seule façon sûre pour un capitaine de prévoir le temps en mer.